# Gu-Rum Choi
Gu-Rum Choi Guevara (Callao, 22 de agosto de 1998) es un futbolista peruano de ascendencia surcoreana. Juega como defensa central y su equipo actual es el ADT de Tarma de la Liga 1 del Perú.

## Trayectoria
Se inició en Circolo Sportivo Italiano jugando en 2015 en la Liga de San Isidro. Al año siguiente fue parte del plantel de reserva del Ayacucho F. C. y fue promovido al primer equipo pero no llegó a debutar.
En el 2018 fue Transferido al Alfredo Salinas que disputó la Segunda División Peruana 2018.
El 2019 se anunció el fichaje del Defensor al ADT convirtiéndose en un referente del equipo ganándose el cariño del pueblo tarmeño clasificando a la Etapa Nacional 2019 y siendo eliminados en cuartos de final por el Sport Chavelines. En 2021 participa junto a ADT de la Copa Perú Excepcional, logrando ganar el torneo tras vencer en la final a Alfonso Ugarte en tanda de penales, siendo el capitán del equipo y anotando el penal decisivo que dio el ascenso al cuadro tarmeño a la Primera División tras 31 años de ausencia.

## Clubes
| Club                      | País | Año           |
| ------------------------- | ---- | ------------- |
| Circolo Sportivo Italiano | Perú | 2015          |
| Ayacucho FC               | Perú | 2016-2017     |
| Alfredo Salinas           | Perú | 2018          |
| ADT                       | Perú | 2019-presente |

## Palmarés

### Campeonatos nacionales
| Título    | Club                       | País | Año  |
| --------- | -------------------------- | ---- | ---- |
| Copa Perú | Asociación Deportiva Tarma | Perú | 2021 |